# Otto Wiedmer
Otto Wiedmer (* 1. November 1889 in Genf; † unbekannt) war ein Schweizer Radrennfahrer und nationaler Meister im Radsport.

## Sportliche Laufbahn
Wiedmer gewann 1913 die nationale Meisterschaft im Querfeldeinrennen (heutige Bezeichnung Cyclosport). Den Titel konnte er 1914 erneut gewinnen.
Auch im Strassenradsport war Wiedmer erfolgreich. 1913 gewann er die nationale Meisterschaft im Strassenrennen vor Marcel Perrière und Henri Rheinwald. 1911 und 1920 wurde er Dritter im Meisterschaftsrennen. 1912 wurde er Dritter im Eintagesrennen München–Zürich. Die Eintagesrennen Bern–Genf und Tour du Lac Léman (vor Charles Guyot) gewann er 1913.
1914 beendete er die Meisterschaft von Zürich hinter Henri Rheinwald auf dem 2. Platz. Nach dem Ersten Weltkrieg wurde er ebenfalls hinter Rheinwald Zweiter der Tour du Lac Léman 1920. 1922 beendete er seine Laufbahn.